# George D. Zamka
George David Zamka (* 29. Juni 1962 in Jersey City, New Jersey, USA) ist ein ehemaliger US-amerikanischer Kampfpilot und Astronaut.

## Ausbildung
Zamka wuchs in Rochester (Michigan) auf, wo er 1980 die High School abschloss. Anschließend studierte er an der US-Marineakademie und erwarb 1984 einen Bachelor in Mathematik.
Zamka trat der US-Marineinfanterie bei und wurde nach einem Offizierslehrgang 1985 zum Piloten ausgebildet. Er wurde zu einer A-6-Einheit versetzt, die nach Japan, Korea und den Philippinen entsandt wurde. Es folgten Schulungen zum Ausbilder in Taktik und Flugzeugbewaffnung. Nach einem Aufbaukurs auf dem Jagdbomber F/A-18 wurde er einem Geschwader zugeteilt, das ebenfalls Einsätze im asiatischen Raum durchführte. Seine Einheit war Anfang 1991 auch an der Operation Desert Storm beteiligt – von den 557 Kampfeinsätzen entfielen 66 auf Zamka.
Nachdem er 1994 seine Testpilotenlizenz erhalten hatte, entwickelte Zamka am Naval Strike Aircraft Test Squadron in Patuxent River (Maryland) die F/A-18 weiter. Anschließend schrieb er sich am Florida Institute of Technology ein, belegte den Studiengang Wirtschaftsingenieurwesen und erhielt 1997 einen Master darin. Danach nahm er seinen Militärdienst wieder auf und arbeitete als Flugzeugwartungsoffizier.

## Astronautentätigkeit
Zamka wurde im Juni 1998 von der NASA als Astronautenkandidat vorgestellt; er war einer von acht Shuttle-Piloten. Nach dem Grundlehrgang war er unter anderem als Ausbilder tätig. Außerdem leitete er das Shuttle-Training der 19. Astronautengruppe des Jahres 2004.

### STS-120
Ab Juni 2006 bereitete sich Zamka auf seinen ersten Raumflug vor. Er war Pilot der Mission STS-120, die am 23. Oktober 2007 startete und nach 15 Tagen zu Ende ging.

### STS-130
Am 5. Dezember 2008 wurde seine Teilnahme an der Mission STS-130 als Kommandant bekannt gegeben. Der Start fand am 8. Februar 2010 statt, die Landung am 22. Februar.

## Nach der NASA
Zamka schied im August 2011 aus der NASA aus und ging zur US-Luftfahrtbehörde FAA.
Zamka arbeitet seit Juli 2014 für Bigelow Aerospace als Director des BA 330 Crew and Cargo Programms.